# 日本機械学会

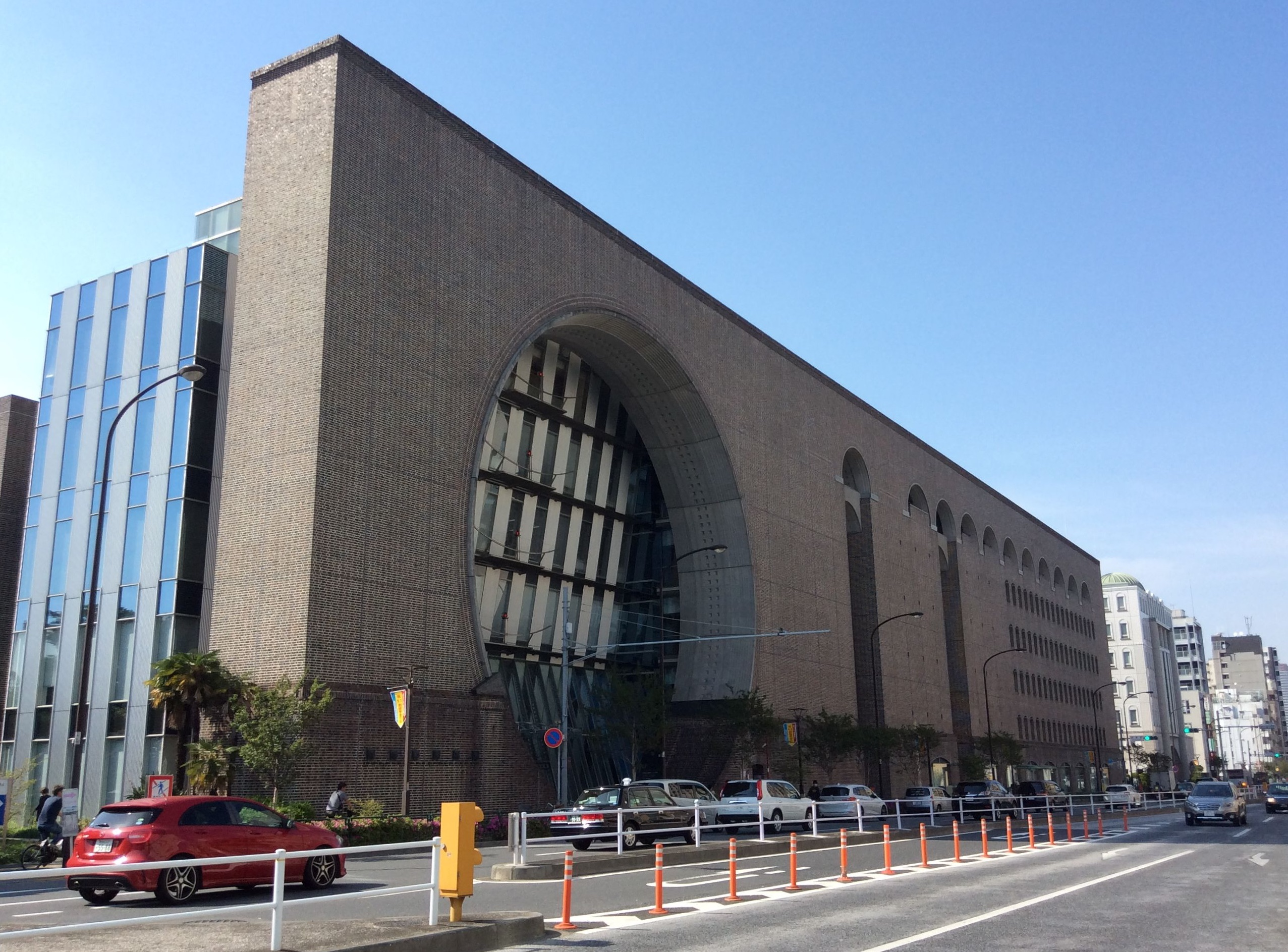
日本機械学会が2021年まで入居していた信濃町煉瓦館（2018年4月22日撮影）

一般社団法人日本機械学会（にほんきかいがっかい、英称: The Japan Society of Mechanical Engineers、略称: JSME）は、明治30年（1897）に創立され、機械工学とその関連分野の学会である。事務局は飯田橋駅が最寄り。

## 概要
1897年（明治30年）に創立され、創立120周年を迎えている。初代幹事長は、真野文二。
総会員数は2023年2月末時点で31,837名であり、日本国内でも最大級の学会である。
2011年3月1日に公益法人制度改革に伴い、一般社団法人に移行した。

## 歴代幹事長・会長
この節の出典:

### 歴代幹事長（法人前）
- 第1期 眞野文二
- 第2期 井口在屋
- 第3期 阪田貞一
- 第4期 井口在屋
- 第5期 井口在屋
- 第6期 眞野文二
- 第7期  中原淳蔵
- 第8期  井口在屋
- 第9期  進經太
- 第10期  斯波忠三郎
- 第11期  畑精吉郎
- 第12期  畑精吉郎
- 第13期 井口在屋
- 第14期  井口在屋
- 第15期  阪田貞一
- 第16期  斯波忠三郎
- 第17期  井口在屋
- 第18期  阪田貞一
- 第19期  井口在屋
- 第20期  阪田貞一
- 第21期  田中富士太
- 第22期  島安次郎
- 第23期  阪田貞一
- 第24期  加茂正雄
- 第25期  加茂正雄
- 第26期  斯波忠三郎
- 第27期  島安次郎

### 歴代会長（法人後）
- 第1期  島安次郎
- 第2期  島安次郎
- 第3期  斯波忠三郎
- 第4期  加茂正雄
- 第5期  加茂正雄
- 第6期  秋山正八
- 第7期  加茂正雄
- 第8期  竹村勘悟
- 第9期  朝倉希一
- 第10期  加茂正雄
- 第11期  加茂正雄
- 第12期  山内不二雄
- 第13期  関口八重吉
- 第14期  丹羽重光
- 第15期  内丸最一郎
- 第16期  松縄信太
- 第17期  山下興家
- 第18期 紀伊寿次
- 第19期 横山勝任
- 第20期 沖巌
- 第21期 小野鑑正
- 第22期 竹中二郎
- 第23期 松本容吉
- 第24期 野口尚一
- 第25期 山ノ内弘
- 第26期 辻二郎
- 第27期 中西不二夫
- 第28期 海老原敬吉
- 第29期 兼重寛九郎
- 第30期 佐々木重雄
- 第31期 西原利夫
- 第32期 大越諄
- 第33期 田中敬吉
- 第34期 池田正二
- 第35期 橋本宇一
- 第36期 丹羽周夫
- 第37期 伊原貞敏
- 第38期 島秀雄
- 第39期 川田正秋
- 第40期 大井上博
- 第41期 中田孝
- 第42期 松野武一
- 第42期[注 1] 宮地健次郎
- 第43期 西脇仁一
- 第44期 長尾不二夫
- 第45期 永野治
- 第46期 吉沢武男
- 第47期 谷下市松
- 第48期 竹中規雄
- 第49期 杉本正雄
- 第50期 谷口修
- 第51期 藤木俊三
- 第52期 鵜戸口英善
- 第53期 曽田範宗
- 第54期 亘理厚
- 第55期 綿森力
- 第56期 白倉昌明
- 第57期 今井兼一郎
- 第58期 藤井澄二
- 第59期 千々岩健児
- 第60期 一色尚次
- 第61期 矢野巍
- 第62期 石原智男
- 第63期 甲藤好郎
- 第64期 佐藤豪
- 第65期 國枝正春
- 第66期 堀幸夫
- 第67期 金井務
- 第68期 相川賢太郎
- 第69期 佐藤文夫
- 第70期 大橋秀雄
- 第71期 土屋喜一
- 第72期 平田賢
- 第73期 田中實
- 第74期 阿部博之
- 第75期 岡村弘之
- 第76期 和田明広
- 第77期 井口雅一
- 第78期 棚澤一郎
- 第79期 小林敏雄
- 第80期 伊東誼
- 第81期 田中重穗
- 第82期 長島昭
- 第83期 田口裕也
- 第84期 笠木伸英
- 第85期 齋藤忍
- 第86期 白鳥正樹
- 第87期 有信睦弘
- 第88期 松本洋一郎
- 第89期 佐藤順一
- 第90期 金子成彦
- 第91期 矢部彰
- 第92期 久保司郎
- 第93期 小豆畑茂
- 第94期 岸本喜久雄
- 第95期 大島まり
- 第96期 佐々木直哉
- 第97期 森下信
- 第98期 川田宏之
- 第99期 佐田豊
- 第100期 加藤千幸
- 第101期 伊藤宏幸

## 支部
- 北海道
- 東北
- 北陸信越
- 関東
- 東海
- 関西
- 中国四国
- 九州

## 部門
- 計算力学
- バイオエンジニアリング
- 材料力学
- 機械材料・材料加工
- 流体工学
- 熱工学
- エンジンシステム
- 動力エネルギーシステム
- 環境工学
- 機械力学・計測制御
- 機素潤滑設計
- 設計工学・システム
- 生産加工・工作機械
- 生産システム
- ロボティクス・メカトロニクス
- 情報・知能・精密機器
- 産業・化学機械と安全
- 交通・物流
- 宇宙工学
- 技術と社会
- マイクロ・ナノ工学
- スポーツ工学・ヒューマンダイナミクス